# Rhizoid

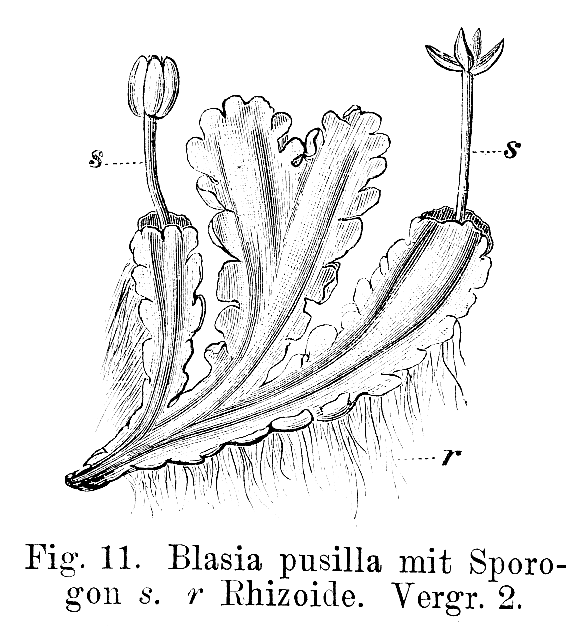
Nákres játrovky Blasia; patrné jsou na stélce i rhizoidy (r)

Rhizoid neboli pakořínek je příchytné vlákno, jímž se některé rostliny (některé mechorosty či řasy) a houby poutají k zemi. Rhizoidy tedy slouží k podobnému účelu jako kořeny u cévnatých rostlin. Houby některých druhů (např. Rhizopus) vytvářejí rhizoidy (tedy malé větvící se hyfy) na kontaktu s půdou. Tyto rhizoidy vylučují trávicí enzymy a pohlcují natrávený organický materiál. Rostlinné rhizoidy jsou výrůstky (v podstatě trichomy), které kotví rostlinu k zemi. Primitivní rhizoidy mají např. některé mořské řasy. U játrovek jsou pouze jednobuněčné nebo zcela chybí, u mechů jsou velmi rozvinuté a mnohdy mnohobuněčné.

## Rhizoidy mechorostů
Mechorosty jsou jednou ze skupin rostlin, jejichž tělo je stélkaté, ale dají se již vypozorovat určité primitivní orgány. Jedním takovým jsou podzemní příchytná vlákna, tedy právě rhizoidy. Jejich funkcí není přijímat vodu a minerály (jako to dělají kořeny), nýbrž spíše připoutávat mechovou rostlinku k podkladu. Jen vzácně dochází i k určitým formám vstřebávání látek z rhizoidů. Rhizoidy bývají drobné, u mechorostů rostoucích na povrchu půdy obvykle v řádu několika milimetrů, vzácněji i centimetrů.
Jednotlivé skupiny mechorostů jsou si však poměrně vzdáleny a tomu odpovídá i rozmanitost stavby jejich rhizoidů. U hlevíků jsou rhizoidy jednobuněčné, hladké a nevětvené. Co se týče játrovek, u třídy Jungermanniopsida jsou rhizoidy obvykle podobné jako u hlevíků, u třídy Marchantiopsida zpravidla existují dva typy rhizoidů (jedny silnější hladké, druhé slabší a hrubší). U mechů jsou rhizoidy vícebuněčné, s přehrádkami a jednořadě členěné. U rašeliníků rhizoidy zcela chybí.
U některých játrovek a mechů se vyskytují i tzv. rhizomy, podzemní horizontální lodyhy, z nichž vyrůstají vertikálně nové nadzemní lodyhy.